# جورج موریس
جورج موریس (انگلیسی: George H. Morris؛ زادهٔ ۲۶ فوریهٔ ۱۹۳۸) از برندگان مدال‌های المپیک تابستانی اهل ایالات متحده آمریکا است.